# 細野辰興
細野 辰興（ほその たつおき、1952年5月13日 - ）は、日本の映画監督。日本映画大学教授。

## 来歴・人物
神奈川県出身。1971年鎌倉学園高等学校卒業。1976年獨協大学外国語学部を卒業後、横浜放送映画専門学院（現・日本映画大学）に進む。今村プロダクション映像企画を振り出しにディレクターズ・カンパニーで助監督時代を過ごし、今村昌平、長谷川和彦、相米慎二、根岸吉太郎の4監督に師事する。1991年のデビュー以来、ジャンルに捉われず社会性のある骨太なエンターテイメント作品を発表。デビューが同時期で、同じジャンルの作品を撮っていた三池崇史、望月六郎と共に「アクション映画の三羽鴉」として注目される。
1996年公開の『シャブ極道』は、映倫により性描写以外の理由で初の成人映画指定となるなど物議を醸す一方、その骨太で破天荒な世界観が評価され、各種ベスト・テンと主演男優賞（役所広司）を（『Shall we ダンス?』『眠る男』と併せて）数多く受賞し、センセーションを巻き起こした。
2002年に発表した『竜二Forever』（高橋克典主演）は、『竜二』の脚本・主演だった金子正次の生き方に挑み、「閉塞気味で夢を失いがちな現代人たちにカウンターパンチをあびせるに足る作品」（的田也寸志） などと評され、「挑発する細野映画」の面目躍如とした。
2006年公開の『燃ゆるとき』は、アメリカ合衆国、オーストラリア長期ロケを敢行し、「常に問題作に挑むこの監督が、日本企業のあり方と、男たちの生きざまを骨太エンタテインメントに仕上げた」等と評された。
2006年3月に催された日本映画監督協会創立70周年記念イベント「映画監督が愛した監督 日本映画監督協会70年の70本+1」においては、『シャブ極道』が「映画史に名を残す問題作!」と銘打たれ、大島渚監督作品『愛のコリーダ』、鈴木清順監督作品『殺しの烙印』、若松孝二監督作品『天使の恍惚』と共に特別上映された。
2010年からは創作活動の場を演劇にも広げている。
2016年12月映画と演劇を融合させた『貌斬り KAOKIRI〜戯曲「スタニスラフスキー探偵団」より〜』を発表。
2019年10月から映画考察サイト【CINEMARCHE】にて小説『戯作評伝【スタニスラフスキー探偵団～日本俠客伝・外伝～】』の連載を始めている。

## 作品

### 映画
助監督
- 『フリーター』（1987年）
- 『ザジ　ZAZIE』（1989年）
- 『東京上空いらっしゃいませ』（（監督:相米慎二 1990年）

監督
- 『激走トラッカー伝説』（1991年）
- 『大阪極道戦争　しのいだれ』（1994年）
- 『犯人に願いを』（1995年）
- 『シャブ極道』（1996年）
- 『売春暴力団』（1997年）
- 『狼の眼』（1997年）
- 『竜二 Forever』（2002年）
- 『著作者人格権』（2003年）
- 『燃ゆるとき THE EXCELLENT COMPANY』（2006年）
- 『ちちり-盗-』（2010年）
- 『私の叔父さん』（2012年）
- 『貌斬り KAOKIRI〜戯曲「スタニスラフスキー探偵団」より〜』（2016年）[3]

脚本／脚色
- 『激走トラッカー伝説』（1991年）
- 『犯人に願いを』（1995年）
- 『狼の眼』（1997年）
- 『売春暴力団』（1997年）
- 『竜二 Forever』（2002年）
- 『私の叔父さん』（2012年）
- 『貌斬り KAOKIRI〜戯曲「スタニスラフスキー探偵団」より〜』（2016年）

### テレビ
- 火曜サスペンス劇場『死の断崖』（1982年/日本テレビ、セントラル・アーツ）制作進行
- 『特捜エクシードラフト』（1992年/テレビ朝日、東映）脚本
- 怪盗アトム小僧 (2016年7月25日、東京MX) 監督・脚本・原作

### 演劇
- 作・演出『スタニスラフスキー探偵団』（2010年9月～）
- 作・演出『マルクス愚連隊　原作者Jr.拉致事件なう。』(2011年12月)
- 作・演出『スタニスラフスキー探偵団RETURNS』(2015年1月)
- 原案・演出『突破もん！　』(2017年10月)
- 作・演出　独り芝居『レプリカントは芝居ができない？　』

### 小説
連載小説『戯作評伝【スタニスラフスキー探偵団～日本俠客伝・外伝～】』(2019年10月～)

## 受賞歴
- 第6回日本映画プロフェッショナル大賞特別賞
- キネマ旬報ベストテン入賞
- 映画芸術ベストテン入賞